# Danmark, dejligst vang og vænge
Danmark, dejligst vang og vænge også kaldet Dannevirkevisen eller Thyra Dannebod er en dansk sang.
Teksten er skrevet af Laurids O. Kock omkring 1685 og bearbejdet af N.F.S. Grundtvig.
Musikken er af Poul Edvard Rasmussen i 1810.

## Tekst
Visen handler om opførelsen af forsvarsvolden Dannevirke som skulle beskytte Danmark mod angreb fra syd. Den er fortalt fra dronning Thyras synspunkt, idet hun traditionelt (men ukorrekt) regnes for den som lod Dannevirke opføre. I første strofe sammenlignes Danmark med en have hvor leddet er i stykker:
Danmark deiligst vang og vænge,

Lukt med bølgen blaa,

Hvor de vakre voxne drenge

Kand i leding gaa,

Mod de Tydske, Slaver, Vender

Hvort mand dem paa tog hensender,

En ting mangler for dend have,

Ledet er af lave
Den er skrevet i en tid som er præget af at Danmark for nylig har mistet Skåne, Halland og Blekinge ved Freden i Roskilde i 1658, og hvor der i 1680'erne var konflikter mellem kong Christian 5. og hertug Christian Albrecht af Slesvig-Holsten-Gottorp. som blev støttet af Sverige.
Grundtvig omskrev visen fire gange,. første gang i 1817. Der var 14 strofer i den oprindelige udgave. Udgaven i Højskolesangbogen medtager de 6 første og den sidste strofe.

## Melodi
Musikken er skrevet af P.E. Rasmussen der er blevet beskrevet som "den mærkelige auditør Rasmussen i Farum".
Om der har været en tidligere anvendt melodi er uklart.
Rasmussen skrev melodien i 1810. Han indsamlede folkeviser fra sin hjemegn som han sendte til professor Rasmus Nyerup, og 2. september 1811 sendte han sin melodi til "Danmark, dejligst vang og vænge" til Nyerup sammen flere andre sange og melodier med en note om at den var komponeret sidste vinter, men uden at angive at han selv var komponisten. Nyerup medtog i 1814 sangen i sin samling af middelalderviser Danske Viser fra Middelalderen.
Sangen med den nye melodi blev første gang opført offentligt 21. april 1821 på Det Kongelige Teater i Adam Oehlenschlägers tragedie Erik og Abel. Der blev brugt 4 strofer fra en lidt ændret udgave af Grundtvigs bearbejdelse fra 1817 og Rasmussens melodi. Erik og Abel blev opført adskillige gange på Det Kongelige Teater, hvilket medvirkede til at gøre sangen kendt. Det var den første sang i Trykkefrihedsselskabets sangbog fra 1836. Sangbogen var uden melodier, men melodien kom i en melodisamling i 1840, hvor det for første gang blev offentliggjort at den var skrevet af Poul Edvard Rasmussen. Indtil da var det almindeligt antaget at det var en gammel melodi. Sangen vandt også udbredelse ved at den blev sunget ved den første fest på Skamlingsbanken 18. maj 1843 med mange tusinde deltagere.
Toneomfanget er en stor decim og med sangen i C-dur spænder den fra c' til e".
Steen Steensen Blichers "Danmark, Fostermoder kære" kan synges til samme melodi.

## Udgivelser
Teksten blev første gang trykt i 1695 i "200 Viser om danske Konger, Kæmper og andre" udgivet af Peder Syv.
Her findes de 14 strofer som nummer 38 (XXXVIII) over tre sider i gotisk skrift med titlen "Om Tyre Danebod". Efter digtet er der en anmærkning.
Det Kongelige Bibliotek har tilgængeliggjort indskanninger af flere eksemplarer af bogen.
I Danmarks Melodibog er sangen givet som nummer 20 i første bind og med klaverarrangement i C-dur og 4 strofer.
Siden med melodi og digt er indskannet og tilgængeliggjort af Det Kongelige Bibliotek.
I niende udgave af Folkehøjskolens Melodibog findes også et klaverarrangement og ydermere med becifring, men her i Bb-dur og med blot første strofe givet.
Arrangementet adskiller sig fra det i Danmarks Melodibog.
Sangen er med i 555 sange i afsnittet "Historiske sange". Her er den repræsenteret med melodi og blot 4 strofer.

## Indspilninger
Den danske bariton Oscar Stribolt indspillede sangen og udgav den på 78-grammofonplade.
En digitaliseret version er tilgængelig fra Internet Archive.
Kongelige operasanger Per Biørns 78-grammofonplade-indspilning er også tilgængelig fra Internet Archive.
Moderne indspilninger er der ikke mange af i forhold til andre populære fædrelandssange.

## Vurderinger og inspirationer
Visen regnes ofte for den første danske fædrelandssang. På grund af dens referencer til tyskere var den populær i forbindelse med de to slesvigske krige.
Den er kaldt den andenmest populære fædrelandssang i 1800-tallets Danmark. Historieprofessor Ole Feldbæk karakteriserer sangen som "1800-tallets fædrelandssang frem for nogen". Sangen fik sit største gennembrud i 1840'erne hvor den blev slagsang for ejderpolitikken som stod for at indlemme Slesvig i Danmark, så Danmarks sydgrænse ville gå ved Ejderen.
Komponisten P.E. Lange-Müller beskrev melodien med meget rosende ord i et brev til professor Vilhelm Andersen: "Denne Melodis [...] sjældne Letfattelighed gør den til en af de bedste folkelige Melodier i Verden, og dens jævne Inderlighed, dens lidt tunge, men faste og mandige Gang, dens besindige og standhaftige, mere end udbrydende og fremstormende Karakter, dens — om man så må sige — mere defensive end offensive Præg gør den efter min Mening noget nær til Idealet af en dansk Nationalsang".
Dens popularitet synes dog at være dalet hvis man ser på udgivelser og indspilninger efter år 2000.
Således er den ikke at finde i de fire første bind af Sangbogen fra Edition Wilhelm Hansen.
I deres bøger med personlige udvalg af danske sange, henholdsvis "Min danske sang" og "Den danske sang", finder hverken Georg Metz eller Phillip Faber plads til at omtale sangen.
For Metz vedkommende gengives dog 9 strofer i hans "Digtere om Danmark. En lystrejse i land og lyrik" fra 2009 i afsnittet om Dannevirke og baggrunden for digtet beskrives.
I samme afsnit gengives Grundtvigs Kærmindesang ("Fra Als til Dannevirke") om Slaget ved Isted og Valdemar Rørdams Dannevirke ("Der løber en Vold histnede").
Asger Hammerich benyttede melodien som et hovedtema i en symfonisats.
En festmarch af Louis Glass låner også fra sangen, og Gerhardt Lynge skrev om Glass' stykke at
| „ | Den besidder en stærk nordisk Karakter og har imod Slutningen optaget Melodien til "Danmark, dejligst Vang og Vænge", medens Marchen i Over- og Understemmerne fortsætter sin selvstændige Gangart. | “ |

Den sproglige konstruktion "Danmark dejligst" går igen ved Festivalen Danmark Dejligst.